# Паулус Араюурі
Паулус Араюурі (фін. Paulus Arajuuri; 15 червня 1988, Гельсінкі) — фінський футболіст, захисник клубу «Брондбю».
Виступав, зокрема, за клуб «Кальмар», а також національну збірну Фінляндії.
Чемпіон Польщі. Володар Суперкубка Польщі.

## Клубна кар'єра
У дорослому футболі дебютував 2006 року виступами за команду клубу «Гонка».
Згодом з 2007 по 2009 рік грав у складі команд клубів «Клубі-04» та «Марієгамн».
Своєю грою за останню команду привернув увагу представників тренерського штабу клубу «Кальмар», до складу якого приєднався 2010 року. Відіграв за команду з Кальмара наступні чотири сезони своєї ігрової кар'єри.
До складу клубу «Лех» приєднався 2014 року. Відіграв за команду з Познані 70 матчів у національному чемпіонаті.
7 липня 2016 приєднався до данського клубу «Брондбю».

## Виступи за збірні
Протягом 2008—2009 років залучався до складу молодіжної збірної Фінляндії. На молодіжному рівні зіграв у 12 офіційних матчах.
2010 року дебютував в офіційних матчах у складі національної збірної Фінляндії. Наразі провів у формі головної команди країни 29 матчів, забивши 3 голи.

### Голи в складі національної збірної
Голи в складі національної збірної.
| #  | Дата           | Арена                              | Суперник          | Гол | Результат | Турнір                 |
| -- | -------------- | ---------------------------------- | ----------------- | --- | --------- | ---------------------- |
| 1. | 11 жовтня 2015 | Олімпійський, Гельсінки, Фінляндія | Північна Ірландія | 1–1 | 1–1       | Кваліфікація ЄВРО 2016 |
| 2. | 5 вересня 2016 | Верітас, Турку, Фінляндія          | Косово            | 1–0 | 1–1       | Кваліфікація ЧС 2018   |
| 3. | 9 жовтня 2017  | Верітас, Турку, Фінляндія          | Туреччина         | 1–1 | 2–2       | Кваліфікація ЧС 2018   |

## Титули і досягнення
- Чемпіон Польщі (1):

«Лех»: 2014-15
- Володар Суперкубка Польщі (2):

«Лех»: 2015, 2016
- Володар Кубка Данії (1):

«Брондбю»: 2017-18
- Чемпіон Фінляндії (1):

ГІК: 2022